# Медаль «За отличие в труде» (ПМР)
Медаль «За отличие в труде» — является одной из наград Приднестровской Молдавской Республики. Она была учреждена 3 мая 2007 года указом Президента ПМР.

## Статус
Медалью «За отличие в труде»  награждаются граждане иностранных государств и Приднестровской Молдавской Республики, которые достигли высоких результатов в следующих областях:
- промышленность, сельское хозяйство, строительство, транспорт, административная сфера, наука, образование, культура и искусство, физическая культура и спорта, охрана окружающей среды, защита населения и другие области трудовой деятельности;
- государственная служба и общественной деятельность;
- укрепление обороны, государственная и национальная безопасность, охрана общественного порядка и борьба с правонарушениями.

## Правила ношения
Медаль «За отличие в труде» носится на левой стороне груди и при наличии других наград Приднестровья располагается после медали «За трудовую доблесть».

## Описание
Медаль «За отличие в труде» представляет собой круг диаметром 33 мм и выполнена из латуни (томпака). Обе стороны медали ограничены границей шириной 0,5 мм. На лицевой стороне медали, в центре герба Приднестровской Молдавской Республики, в окружении канта с диаметром 17 мм. На левом краю медали является ветка лавра, а справа расположены по дуге надпись «ЗА ОТЛИЧИЕ В ТРУДЕ». В нижней части медали, в центре на ленте буквы «ПМР» покрытые зеленой эмалью.
На оборотной стороне надпись «Приднестровская Молдавская Республика». Слева и ниже надписи - лавровая ветвь.